# Верб'яж
Ве́рб'яж — село в Україні, у Мукачівському районі Закарпатської області. Входить до складу Нижньоворітської сільської громади.

## Розташування
Стара автодорога у бік Львова пролягла через останній Закарпатський населений пункт — село Верб'яж. У самісінькому його центрі враз починається крутий підйом. Численні звивисті серпантини Бескидами прямують на Верецький перевал — так звані ворота в Європу.
Поряд із селом розкинулися присілки Петрусовиця та Нова Розтока. Петрусовицю заснував Петрус. А ось Розтока була започаткована раніше від Верб'яжу. Старожили кажуть, що люди, ховаючись від поневолення, забрели у бескидські непрохідні ліси. Вони прийшли в цю місцину зі своїми «талабухами», через що і донині назва одного з урочищ Талабучина. Поселенці розчищали ліс, робили в лісі полянки, які називали «розточинами». Саме від цих розточин пішла Розтока.

## Назва
Назву село запозичило від крислатих верб. Ці розлогі дерева повсюдно завоювали собі місце на пагорбах й улоговинах села. Старі люди кажуть, що дуже давно, ще в давні часи у цих місцях бував князь Вадинський, який прийшов з Галичини. А куди подівся, до пуття ніхто не знає. Оцей пан дуже любив вербу і засадив нею всю свою маєтність. Люди ще й досі кажуть: де сріблиться вербиця, там жива водиця. Старожили з роду в рід переповідають ще одну легенду, ніби у сиву давнину, коли тут притулилося кілька хижок, дівчина Марічка до без тями закохалась у парубка Іванка, який відповідав їй взаємністю. І дня не могли прожити молодята одне без одного. Молодята з нетерпінням чекали вечора, щоб зустрітися під вербою. Але як споконвіку водиться, зла доля розлучила їх, і юнка щовечора лила свої сльози під вербою, де до жорстокої розлуки кохалася з Іванком. На пам'ять про трагічне кохання кожен батько, у якого народжувалася донька, висаджував вербочку, щоб його доня, коли виросте, мала де зустрічатися з коханим. На згадку про тих давніх поселенців у селі є кілька урочищ: Кробинцівська, Пашкова, Саблівська. Віками край села височів великий почорнілий від часу хрест.

## Історія
Літописи свідчать; саме тут тисячоліття тому проходили угорські племена Алмоша, сюдою ж торувала кіннота свій шлях монголо-татарська орда хана Батия. Через ці ворота у 1394 році в Підкарпатську Русь разом з військовою дружиною увійшов подільський князь Федір Коріятович, а в 1649 році — січові козаки Богдана Хмельницького. Саме тут проходила відома «Лінія Арпада», яка мала вберегти Горті та Західну Європу від Радянської Армії. Перевал знаходиться на висоті 839 метрів над рівнем моря. Тут з 1919 по 1944 роки проходив державний кордон.
Verebes (Verbias, Verbiás) вперше згадується в 1570 році. Назва селища прийшло від місцевого потоку, що протікає через нього.
Під час визвольної війни мадярського народу 1703—1711 років у Верб'яжі не раз бував Ференц ІІ Ракоці.Князь  Ференц  Ракоці - найбільший герой угорського народу,керівник повстання угорців проти панування імперії Габсбургів.Як пише історик Антоній Годинка,села Климець,Вербяж,Жупаня і Петрусовиця були базою війська Ракоці, яке себе іменувало військом куруців.Слід знати,що багато верховинців вступили у військо Ракоці,в тому числі і жителі Вербяжа(близько 500 чоловік  з 97 сіл Мукачівської і Чинадіївської домінії).  А.Годинка  встановив такі прізвища верб,яжців-Тимко,син Гриця Рошковича,придворний князя Ракоці,Гриць Русин,загинув під час штурму Мукачівського замку.Документи,віднайдені А.Годинкою,свідчать,що майже з кожного села  Закарпаття були вояки у війську  Ракоці.Крім Вербяжа,встановлено прізвища куруців-верховинців з  таких сіл Воловецького району- із Гукливого,Буківця і Пашківця.
Сам Ракоці в своїх мемуарах писав,що на Верецькому перевалі між селами Климець і Вербяж  жителі Вербяжа на колінах ,хрестячись і плачучи,зустрічали його,приносили хліб і м,ясо та вступали в його військо.Не жаліючи  майна,крові і життя,вірно стояли за нього. Великою роллю Вербяжа як осідку війська Ракоці пояснюється той факт,що в часи австро-Угорщини Вербяж іменувався Ракоцісіллаш( Табір Ракоці).
В центрі села Вербяж росте красень -дуб,який сміло міг би увійти в список найбільших дубів України,діаметр його приблизно 70 см,вік орієнтовно 300-400 років.Цей дуб  міг бути свідком  перебування Ракоці у Верб,яжі.
17 березня 1939 на третій день війни Мадярщини з Карпатською Україною мадярські жандарми гнали на перевал через села Нижні Ворота, Верб'яж, Завадку колони полонених, переважно галичан — вояків Карпатської Січі і передали їх польській прикордонній службі, яка розмістила полонених у підвалах своїх казарм. Наступного дня, 18 березня 1939 до сходу сонця полонені були розділені на колони, відконвойовані вліво і вправо від перевалу по лінії кордону приблизно на півтора-два кілометри і розстріляні на закарпатській стороні над селами Нова Розтока і Верб'яж, та між селами Петрусовицею, Жупанами і Лазами. Число розстріляних, за оцінками свідків, становило 500—600 полонених.(Деякі історики ставлять під сумнів таке велике число.Письменник Василь Гренджа-Донський,сам січовик і в,язень хортистського концтабору,не підтверджує цю цифру,орієнтовно  вона складає кілька десятків чоловік.На  меморіальному хресті,встановленому жителями Жупаня на місці розстрілу,значиться цифра 22(хто не вірить,може прийти в урочище Маринцьово і подивитися на табличку).
Через своє порубіжне розташування Верб'яж населяли чимало євреїв, 78 чоловік з 565 жителів,станом на 1936 рік. 15 квітня 1944 року за юдеями прибув обоз. Їх посадили на підводи у Воловець, а звідти «товарняком» відправили в концтабір Освенцім.Там вони всі загинули.Це були завершальні акції  "вирішення єврейського питання " у гітлерівському рейху.До приходу радянської армії євреї не дочекались кілька місяців. І донині у Петрусовиці залишилися їхні поля: Мойшове, Земанове, Абрамове тощо.Залишилась пам,ять про людську трагедію.
Під час наступу Радянських військ у жовтні 1944 року всіх жителів мадяри вигнали з села. Два тижні точилися бої у Воловецькому краї, і коли повернулися, побачили жахливу картину — село було зруйноване дощенту.
Люди старшого покоління добре пам'ятають, як КДБ знущалося над вірянами-покутниками, які здавна оселилися у Верб'яжі. Їхні діти не відвідували школи, їм не видавали паспортів, хоч і були добрими будівельниками, ніколи не пили і не курили.

## Присілки
Баблюк
Баблюк - колишнє село в Україні, в Закарпатській області.
Обєднане з селом Вербяж
Згадки: 1645: Bablyuka, 1773: Bablyuk, Babluk, 1808: Bablyuk, Babluk, 1851: Bablyuk, 1877: Báblyuk , 1888: Bablyuk.

Нова Розтока
Нова Розтока - колишнє село в Україні, в Закарпатській області.
Обєднане з селом Вербяж  рішенням облвиконкому Закарпатської області №264 від 13.05.1960
Засноване у XVI столітті.
Нова Розтока була започаткована раніше від Верб'яжу. Старожили кажуть, що люди, ховаючись від поневолення, забрели у бескидські непрохідні ліси. Вони прийшли в цю місцину зі своїми «талабухами», через що і донині назва одного з урочищ Талабучина. Поселенці розчищали ліс, робили в лісі полянки, які називали «розточинами». Саме від цих розточин пішла Розтока.
- Церква Стрітення Господнього. 1888.
- Церква св. великомученика Дмитра. 1999.
17 березня 1939 - розстріл  карпатських січовиків біля новоутвореного польсько-угорського кордону. Січовиків відконвоювали вздовж лінії кордону і розстріляли біля Нова Розтока.
Глибокий Потік
Глибокий Потік - колишнє село в Україні, в Закарпатській області.
Обєднане з селом Вербяж
Згадки 1672: Lubokapataka, 1773: Hluboka Pataka, Hluchinowicza, 1808: Hlubokapataka, Hlubokýpotok, 1873: Hlubopatak, 1877: Hlubokpatak, 1888: Hlubókpatak
В поселенні Глибокий Потік була філія храму від села Вербяж у 1733 р.  .
Петрусовиця
Петрусовиця - колишнє село в Україні, в Закарпатській області.
Обєднане з селом Вербяж рішенням облвиконкому Закарпатської області №264 від 13.05.1960
1649: Petruszovica (DEZSŐ 265), 1728: Petrusovicza (LEHOCZKY 3: 370), 1808: Petrusovicza, Petrussowica (LIPSZKY: Rep. 504), 1851: Petrusovicza (FÉNYES 3: 235), 1873: Petrusovica (Hnt.), 1882: Petrusovicza (Hnt.), 1930: Petrušovice (ComBer. 129).
Церква жінок-мироносиць. 1887. 
У 1730 р. священиком був Василь Петрусь, а церква св. Михайла була дерев’яною з двома дзвонами.
Дерев’яну церкву згадано і в 1788 р. У селі пам’ятають про дві церкви, що існували давніше. Попередня церква стояла недалеко від теперішньої, але згоріла. Спочатку вирішили будувати муровану церкву в Петрусовиці, але потім зійшлися на тому, щоб будувати нову церкву в сусідньому Верб’яжі, де не було жодної, а в Петрусовиці збудували дерев’яну і посвятили на св. Степана, а пізніше – на Преображення Господнє. Церква невелика, вдало розміщена на тлі чудової панорами. Має всі риси дерев’яних церков Воловеччини, хоч і не має опасання. Колись ґонтові дахи тепер замінено бляшаними. Старі люди згадують, що до будівництва цієї церкви міг бути причетний В. Улинець.
У 1996 р. майстер Іван Левинець та куратор Василь Лайтар збудували в Петрусовиці дерев’яну дзвіницю.

## Населення
Згідно з переписом УРСР 1989 року чисельність наявного населення села становила 935 осіб, з яких 454 чоловіки та 481 жінка.
За переписом населення України 2001 року в селі мешкало 906 осіб.

### Мова
Розподіл населення за рідною мовою за даними перепису 2001 року:
| Мова       | Відсоток |
| ---------- | -------- |
| українська | 99,56 %  |
| молдовська | 0,22 %   |
| російська  | 0,11 %   |
| угорська   | 0,11 %   |

## Храми
У самому Верб'яжі на видних «святих» місцях стоять два муровані храми — греко-католицький та православний. У повазі і злагоді живуть віряни конфесій.
Яскравий приклад співпраці УГКЦ і ПЦУ — спільне освячення пам'ятного знака січовим стрільцям на Верецькому перевалі . Дві церкви діють й у Новій Розтоці.

### храм Стрітення Господнього. 1888.
Розповідають, що село дуже давнє, а його назва виникла після того, як внаслідок епідемії холери майже все населення вимерло.
У 1788 р. згадують дерев'яну церкву, яка згоріла в 1812 p., і на тім місці тепер стоїть хрест. У документах Березького комітату впродовж XIX ст. церкву в Новій Розтоці не згадують. Щоб купити нову церкву, житель села Симчик цілий рік ходив по світу, збираючи гроші. Дерев'яну церкву, що була споруджена, очевидно, не раніше XIX ст., купили в Нижніх Воротах після того, як там у 1887 р. поставили муровану.
У 1891 р. церкву перенесли до Нової Розтоки, а в 1896 р. церкву посвятив священик О. Фанкович. Обидві ці дати було вирізано на одвірку.
Очевидно, після перенесення церкву не відтворили в попередніх формах, а перебудували в стилі бароко верхоріччя Латориці, бо нижньоворітська церква належала до бойківського стилю і була дуже великою. Кілька ікон залишилося зі старої церкви. Іконостас купили в селі Погар Сколівського району на Львівщині.
За переказом, до перенесення церкви або до чергового ремонту був причетний відомий майстер з Нижніх Воріт Василь Улинець. У 1924 р. церкву перекрили шинґлами, але пізніше і церква, і характерна для Воловеччини дерев'яна дзвіниця були вкриті бляшаною покрівлею. Дзвони для церкви купили Василь Голянич, Степан Масайло та Василь Далекорей, які побували на заробітках у Америці і Бельгії.
У ніч із суботи на неділю 25 травня 1999 р. церква згоріла дощенту. Пожежній команді вдалося врятувати лише дзвіницю. Причиною нещастя фахівці називають аварійний стан електромережі, через що виникло коротке замикання. Влітку фундамент знищеної церкви виклали каменем і на цьому підвищенні встановили дерев'яну каплицю, привезену з Нижнього Студеного, дещо збільшивши її.

## Туристичні місця
- «Лінія Арпада»
- храм Стрітення Господнього. 1888.
- храм св. великомученика Дмитра. 1999.
- 17 березня 1939 - розстріл  карпатських січовиків біля новоутвореного польсько-угорського кордону.  

## Відомі люди
В селі народилися:
- кандидат філософських наук Михайло Голянич;
- кандидат біологічних наук Любов Фельбаба;
- кандидат сільськогосподарських наук, доцент Василь Приймич;
- кандидат філософських наук Михайло Далекорей;

- полковник В. Орявський;
- душпастирі — Василь Сличко, Василь Джугля;
- Синицький Віктор Павлович — Герой Радянського Союзу, почесний громадянин Бердянська;
- Фельбаба Йосиф Андрійович (1921-1995,Пряшів)-педагог,актор,режисер, театральний діяч,заслужений артист СРСР.
- Сабов Євменій(1859-1934)-священник,педагог,публіцист,культурний діяч,виходець із сім,ї Сабових(Кирило,Орест,Сімеон).Викладач ужгородської гімназії,керівник "Общества Святого Василия Великого",засновник газети "Наука",організатор видавництва "Уніо",автор шкільних підручників,голова "Общества им.А.Духновича".Пережив замах на своє життя ,вчинений студентом Ф.Тацинцем,членом ОУН(4.06.1930).
- Фулитка (Голузинець) Ольга Федорівна — поетесса, голова літературного об"єднання «Третій горизонт», член всеукраїнського об'єднання «Письменники Бойківщини».
- Сличко Віктор Іванович (1966) — солдат державної прикордонної служби України, нагороджений орденом «За мужність» III ступеня.